# Infiniti J30
La Infiniti J30, chiamata anche Infiniti J, è una autovettura prodotta dalla casa automobilistica giapponese Infiniti a partire dal 1992 al 1997.

## Descrizione
È stata prodotta principalmente per il mercato statunitense.
L'auto era stata progettata per inserirsi tra la più piccolo G20 e la grande Q45, come berlina di medie dimensioni. 
Gli interni sono stati in gran parte progettati con l'assistenza di Poltrona Frau, con la quale avevano precedentemente lavorato sulla Q45. La vettura era spinta da un 3.0 litri VG30DE V6 (condiviso con la 300ZX) che produceva 210 CV (157 kW) e 260 Nm di coppia e condivideva il telaio Y32 con la Nissan Cedric/Gloria. La produzione della J30 terminò il 18 giugno 1997, venendo sostituita dalla Infiniti I30.